# Fontana Distribution
Fontana Distribution es una filial de Universal Music Group, que fue lanzado en el 2004; se ocupa de la distribución, así como de una serie de ventas, marketing, servicios de apoyo y respaldo de oficina, para un variado conjunto de sellos discográficos independientes y sus artistas. La compañía toma su nombre y el logotipo de la desaparecida Fontana Records. La compañía incluye una operación en el Reino Unido, Fontana Internacional, que se ocupa de los territorios situados fuera de América del Norte. La compañía también tiene una empresa conjunta en Canadá con MapleCore conocido como Fontana Norte. La empresa fue fundada a partir de las cenizas de Independientes de Ventas de PolyGram Label (ILS), que dejó de existir después de la fusión en 1999 de la ACM y las familias de PolyGram discográfica que ha creado Universal Music.

## Discográficas a las que está afiliadaFontana Distribution
Fontana Distribution está afiliada a más de 70 discográficas, incluyendo las siguientes:
- American Gramaphone
- ATP Records
- Angeles Records
- Constellation
- Delicious Vinyl
- Strange Music
- Dischord Records
- Downtown Records (select releases)
- Emanon Records
- Global Underground
- Graveface
- Ipecac Recordings
- Kung Fu Records
- Last Gang Records
- Ministry of Sound
- MySpace Records
- Nitro Records
- Psycho+Logical-Records
- Psychopathic Records
- Real Talk Entertainment
- Quango
- Rap-A-Lot Records
- SMC Recordings
- Strange Music
- Telarc Records
- Vagrant Records
- VP Records
- Warcon
- Wichita Recordings (select releases)

## Divisiones
- Fontana Distribution
- Fontana Label Services
- Fontana International